# 1947 en Alberta
Chronologie de l'Alberta
- 1943
- 1944
- 1945
- 1946
- 1947
- 1948
- 1949
- 1950
- 1951

Cette page concerne des événements qui se sont produits durant l'année 1947 dans la province canadienne de l'Alberta.

## Politique
- Premier ministre : Ernest Manning du Crédit social
- Chef de l'Opposition : John Percy Page
- Lieutenant-gouverneur : John Campbell Bowen
- Législature :

## Événements
- Février : découverte d’importants gisements de pétrole à Leduc (Alberta). L'économie Albertaine va en être transformée, initialement basée sur l'agriculture, elle va s'orienter vers le pétrole[1].

## Naissances
- 14 janvier : Jane Sterk (né à Edmonton), enseignante, une psychologue et une femme politique britanno-colombienne (canadienne), elle avait été la chef du Parti vert de la Colombie-Britannique de 2007 à 2013.

- 9 juin : John Cassidy, né à Calgary,  ancien joueur canadien de basket-ball. Il évolue durant sa carrière au poste d'ailier.

- 9 juillet : Jim David Harrison (né à Bonnyville), joueur professionnel canadien de hockey sur glace qui évoluait au poste de centre.

- 27 juillet : Claudette Tardif, née à Westlock, sénatrice canadienne de l'Alberta, enseignante franco-albertaine, et doyenne de l'Université de l'Alberta. Claudette Tardif est aussi une militante de longue date pour les droits linguistiques des minorités, en particulier pour les minorités francophones d'Alberta.

- 7 décembre : Garry Douglas « Iron man » Unger (né à Calgary), joueur professionnel canadien de hockey sur glace devenu entraîneur. Il évoluait au poste de centre.

- 10 décembre : Bob Birdsell (né à Stettler), joueur professionnel retraité canadien de hockey sur glace[2].

## Décès
- Hermann Gadner, fondeur autrichien décédé en 1947 à Banff.